# Камышовый хребет
Камышо́вый хребе́т — горный хребет на острове Сахалин (Сахалинская область, Россия). Главный водораздельный хребет Западно-Сахалинских гор. Продолжение Камышового хребта к югу от перешейка Поясок называется Южно-Камышовый хребет.
Протяжённость хребта составляет 400 км, преобладающие высота — от 500 до 1000 м. Высшая точка — гора Возвращения (1325 м). Хребет сложен угленосными сланцево-песчаниковыми породами преимущественно мелового возраста, смятыми в складки. На склонах произрастает елово-пихтовая тайга с густыми зарослями курильского бамбука. Это растение первые русские поселенцы приняли за камыш, отчего и произошло название хребта.